# 트리팡파이터
《트리팡파이터(Tripang Fighter)》는 대한민국의 모비게이트가 만들어 문화방송에서 방송하는 대한민국의 애니메이션이다. 2004년 한국소프트웨어진흥원이 차세대 첨단 유망 콘텐츠 선정작품 후보에 입상하여 인기를 얻은 애니메이션이기도 하다. 현재 문화방송에서 매주 금요일 오후 5시 20분에 방영중이다.

## 작품개요
- 작품명:트리팡파이터
- 형식:TV 시리즈 총 26부작
- 제작기법:3D와 2D의 결합 애니메이션
- 종류:액션, 코믹, 어드벤처